# Aktionsforskning
Aktionsforskning er en form for forskning, som udføres, uden at man forsøger at distancere eller separere sig fra den virksomhed eller det område, som der forskes i. Formålet med aktionsforskning er at opnå en direkte og umiddelbar påvirkning af forskningsområdet. Målet er at "bidrage til løsningen på menneskers praktiske problemer i en virkelig situation".
Klassisk aktionsforskning kommer af ideen om, at hvis man vil forstå en problematik ordentligt, så skal man forsøge at ændre den. Det er vigtigt, at der er et velfungerende samarbejde mellem aktionsforskerne og dem, som forskningen omhandler. Hensigten er, at de som udfører forskningen, og de, som der forskes i, skal opnå en form for gensidig indsigt i, hvad der vil fungere bedst til at opnå den ønskede forandring. Dette sker nemmest, når man arbejder med enkeltpersoner eller mindre grupper. Eftersom der findes et nært samarbejde mellem forskeren og forskningssubjektet, er det sandsynligt, at begge parter lærer noget af selve forskningsprocessen. Aktionsforskerne håber, at denne lærdom vil komme gennem frivillig deltagelse, og aktionsforskningstanken bygger på forestillingen om, at ny kundskab øger interessen, hvilket stimulerer individet til selv at lære mere.